# Giáo hội Công giáo Hy Lạp Melchite
Giáo hội Công giáo Hy Lạp Melchite, còn được gọi là Giáo hội Công giáo Byzantium Melchite, là một giáo hội địa phương nghi lễ tự lập theo truyền thống Kitô giáo Đông phương của Giáo hội Công giáo, chấp nhận quyền lãnh đạo tối cao của giám mục Roma và, do đó, hiệp thông trọn vẹn với Giáo hội Công giáo. Giáo hội Công giáo Hy Lạp Melchite được lãnh đạo bởi thượng phụ Công giáo Melchite Antiochia, với ngai tòa đặt tại Nhà thờ chính tòa Đức Mẹ An giấc, thành phố Damascus, Syria
Giáo hội Melchite sử dụng nghi chế Byzantium và có nguồn gốc từ Tòa thượng phụ Antiochia cổ xưa vào thế kỷ 1, cũng chính là Hội thánh Kitô giáo mà thánh Petrus tông đồ đã thiết lập theo truyền thống.
Giáo hội Melchite có chung di sản phụng vụ, thần học và linh đạo với Giáo hội Chính thống giáo Hy Lạp Antiochia cùng một số Giáo hội Chính thống giáo Đông phương khác. Vùng trung tâm của Giáo hội Melchite bao phủ lãnh thổ các nước Syria, Liban, Jordan, Israel và khu vực Palestine, tuy nhiên Giáo hội cũng hiện diện trên khắp thế giới để phục vụ các giáo dân ở hải ngoại vì lý do di dân, bách hại hay hôn nhân dị chủng.
Giáo hội Công giáo Hy Lạp Melchite tái hiệp thông với Giám mục Roma vào năm 1724, dưới thời cố Thượng phụ Cyril VI Tanas, một động thái bị một số thành viên của Hội thánh Antiochia phản đối và về sau đã tách ra để thành lập Tòa thượng phụ Chính thống giáo Hy Lạp Antiochia. Theo số liệu năm 2017, Giáo hội Công giáo Melchite có khoảng 1,6 triệu giáo dân trên toàn thế giới.

### Trích dẫn
1. ↑  Ioseliani, P. (1866). A Short History of the Georgian Church (bằng tiếng Anh). Saunders, Otley and Company.
2. 1 2  Roberson, Ronald G. "The Eastern Catholic Churches 2017" (PDF). Catholic Near East Welfare Association. Bản gốc (PDF) lưu trữ ngày 24 tháng 10 năm 2018. Truy cập ngày 19 tháng 5 năm 2019.
3. ↑  "The Melkites". Eparchy of Newton: Melkite Greek Catholic Church. ngày 14 tháng 8 năm 2010. Lưu trữ bản gốc ngày 7 tháng 12 năm 2020. Truy cập ngày 23 tháng 3 năm 2019.
4. ↑  Parry và đồng nghiệp 1999, tr. 312.